# ザ・フォース
『ザ・フォース』（De force）は2011年のフランス・ベルギーのアクション映画。
監督はフランク・アンリ、出演はイザベル・アジャーニとエリック・カントナなど。
女性捜査官の策略によって警察の手先として凶悪な武装強盗集団のもとへ潜入することになった犯罪者の運命を描いている。
日本では劇場未公開だが、2013年3月2日にDVDが発売されている。

## ストーリー
全身黒ずくめの覆面武装強盗集団「オール・ブラックス」の鎮圧をカネッティ検事総長から命じられた女刑事ダミコは、カネッティの指示に従い、服役中の大物犯罪者であるマカロフを強引に脱獄犯に仕立て上げて警察の手先として「オール・ブラックス」に潜入させることにする。愛する妻子と一からやり直すために模範囚として真面目に過ごしていたマカロフは、ダミコに強く反発するが、妻に愛想を尽かされたことで、ダミコと肉体関係を持ち、警察の手先となることを決める。また、ダミコの個人的な依頼を受けて彼女の息子シリルを更生させるために薬物の売人と交渉するが、撃ち合いとなってシリルが瀕死の重傷を追ってしまう。
マカロフは難なく「オール・ブラックス」の仲間に入るが、警察と連絡を取っているところをメンバーの1人であるブジマに目撃されたため、自分を疑うブジマに怒りをぶつける振りをしてブジマを殴り倒すと、ブジマはそのまま死んでしまう。残ったメンバー2人とマカロフの3人は計画通りに宝石を積んだ飛行機をハイジャックするが、待ち伏せていた警察にメンバーの1人であるジュディチェリが撃たれる。これで警察の計画通りに鎮圧されるはずだったが、マカロフが突然ダミコを人質に取り、リーダー格のヴェイスを奪った宝石とともに逃がす。パイロットとダミコを人質に飛行機に立て籠ったマカロフは、メディアを呼びつけ、自分が警察と法務大臣に嵌められて脱獄犯に仕立て上げられ、強盗団に潜入させられたことを告白、ダミコを証人とする。目的を達したマカロフは投降する。ところが、シリルが病院で亡くなったことを知り、マカロフに殺されたと思い込んだ父親でダミコの元夫が強引に現場に押し入り、マカロフを射殺してしまう。そこで初めて息子の死を知ったダミコは泣き崩れる。マカロフの遺体が運び出される中、管制塔ではマカロフがメディアに語った告白がコクピットのマイクを通して録音されていたことが明らかになる。管制官はそれをコピーしておくことを命じる。

## キャスト
- クララ・ダミコ警視: イザベル・アジャーニ - BRB（強盗鎮圧班）の女班長。
- マニュエル・マカロフ: エリック・カントナ - 服役中の大物犯罪者。模範囚。
- ジミ・ヴェイス: シモン・アブカリアン - 「オール・ブラックス」のリーダー格。表向きはゲーム会社の重役。
- セルジュ・ミノ刑事: ティエリー・フレモン（フランス語版） - クララの部下。
- ダニエル・カネッティ検事総長: アンヌ・コンシニ - 「オール・ブラックス」の鎮圧を指揮。
- アン: リン・ダン・ファン - マニュエルの妻。
- ファリド・ブジマ: スリマヌ・ダジ（フランス語版） - 「オール・ブラックス」の爆破担当。
- アントワーヌ・ジュディチェリ: シリル・ルコント（フランス語版） - 「オール・ブラックス」のメンバー。コルシカ島出身。
- グレッグ・レドゥク: ジャン＝フランソワ・ステヴナン - マニュエルの昔の仲間。
- ダミコ大佐: セルジュ・リアブキン（フランス語版） - クララの元夫。現役の軍人。
- シリル・ダミコ: ピエール・ステヴナン（フランス語版） - クララの息子。不良少年。

## 作品の評価
アロシネによれば、フランスの8件のメディアによる評価の平均点は5点満点中1.3点である。